# Yúliya Shokshuyeva
Yúliya Shokshuyeva –en ruso, Юлия Шокшуева– (Syktyvkar, URSS, 21 de febrero de 1988) es una deportista rusa que compitió en bobsleigh en la modalidad doble. Ganó una medalla de plata en el Campeonato Mundial de Bobsleigh de 2016, en la prueba por equipo.

## Palmarés internacional
| Campeonato Mundial | Campeonato Mundial | Campeonato Mundial | Campeonato Mundial |
| Año                | Lugar              | Medalla            | Prueba             |
| ------------------ | ------------------ | ------------------ | ------------------ |
| 2016               | Igls (Austria)     | Medalla de plata   | Equipo             |